# Torrent del Rebató
El Torrent del Rebató és un corrent fluvial afluent per l'esquerra de la Riera de Gargallà el curs del qual transcorre íntegrament pel terme municipal de Montmajor (Berguedà).

## Xarxa hidrogràfica
La xarxa hidrogràfica del Torrent del Rebató està integrada per un total de 3 cursos fluvials, 2 dels quals són subsidiaris de 1r nivell.
La totalitat de la xarxa suma una longitud de 3.110 m. que transcorren íntegrament pel terme municipal de Montmajor